# وینوا
وینوا (به لاتین: Vinevo) یک منطقهٔ مسکونی در بلغارستان است که در شهرستان مینرالنی بانی واقع شده‌است.